# Pręty (Siemianówka)
Pręty – kolonia wsi Siemianówka w Polsce, położona w województwie podlaskim, w powiecie hajnowskim, w gminie Narewka.
W latach 1975–1998 kolonia administracyjnie należała do województwa białostockiego.
22 września 1941 Niemcy spacyfikowali wieś. Mieszkańcy zostali wywiezieni do m. Bachury a wieś została spalona.
Wierni kościoła rzymskokatolickiego należą do parafii św. Jana Chrzciciela w Narewce.